# Football Club Utrecht
O Football Club Utrecht é um clube de futebol dos Países Baixos fundado no ano de 1970. Sua sede fica na cidade de Utreque. As cores do clube são vermelho e branco. Atualmente o clube disputa a Eredivise, a primeira divisão do Campeonato Holandês.

## História
O clube foi fundado em 1 de julho de 1970, derivado da fusão os clubes de Utrecht, DOS, Elinkwijk e Velox. Desde a sua fundação, a equipe participou continuamente da primeira divisão do campeonato nacional.

## Uniformes

### 1º Uniforme
| 2020–2021 | 2019–2020 | 2018–2019 | 2017–2018 | 2016–2017 | 2012–2013 | 2011–2012 | 2010–2011 | 2009–2010 | 2008–2009 |

| 2007–2008 | 2006–2007 |

### 2º Uniforme
|  |  |  |  |  |  |  |  |  |  |  |  |  |  |  |  |  |  |  |  |  |  |  |  |  |  | 2019–2020 | 2018–2019 | 2017–2018 | 2016–2017 | 2012–2013 | 2011–2012 | 2010–2011 | 2009–2010 | 2008–2009 |

| 2007–2008 | 2006–2007 |

### 3º Uniforme
|  |  |  |  |  |  |  |  |  |  |  |  |  |  |  |  |  |  |  |  |  |  |  |  |  |  | 2019–2020 | 2018–2019 | 2017–2018 | 2016–2017 |  |  |  |  |  |  |  |  |  |  |  |  |  |  |  |  |  |  |  |  |  |  |  |  |  |  | 2011–2012 |

## Títulos
| Nacionais | Nacionais                   | Nacionais | Nacionais                  |
|           | Competição                  | Títulos   | Temporadas                 |
| --------- | --------------------------- | --------- | -------------------------- |
|           | Copa dos Países Baixos      | 3         | 1984-85, 2002-03 e 2003-04 |
|           | Supercopa dos Países Baixos | 1         | 2004                       |